# Gresham College
 (avril 2008).
Si vous disposez d'ouvrages ou d'articles de référence ou si vous connaissez des sites web de qualité traitant du thème abordé ici, merci de compléter l'article en donnant les références utiles à sa vérifiabilité et en les liant à la section « Notes et références ».

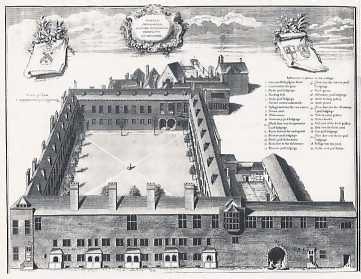
Gresham College en 1740

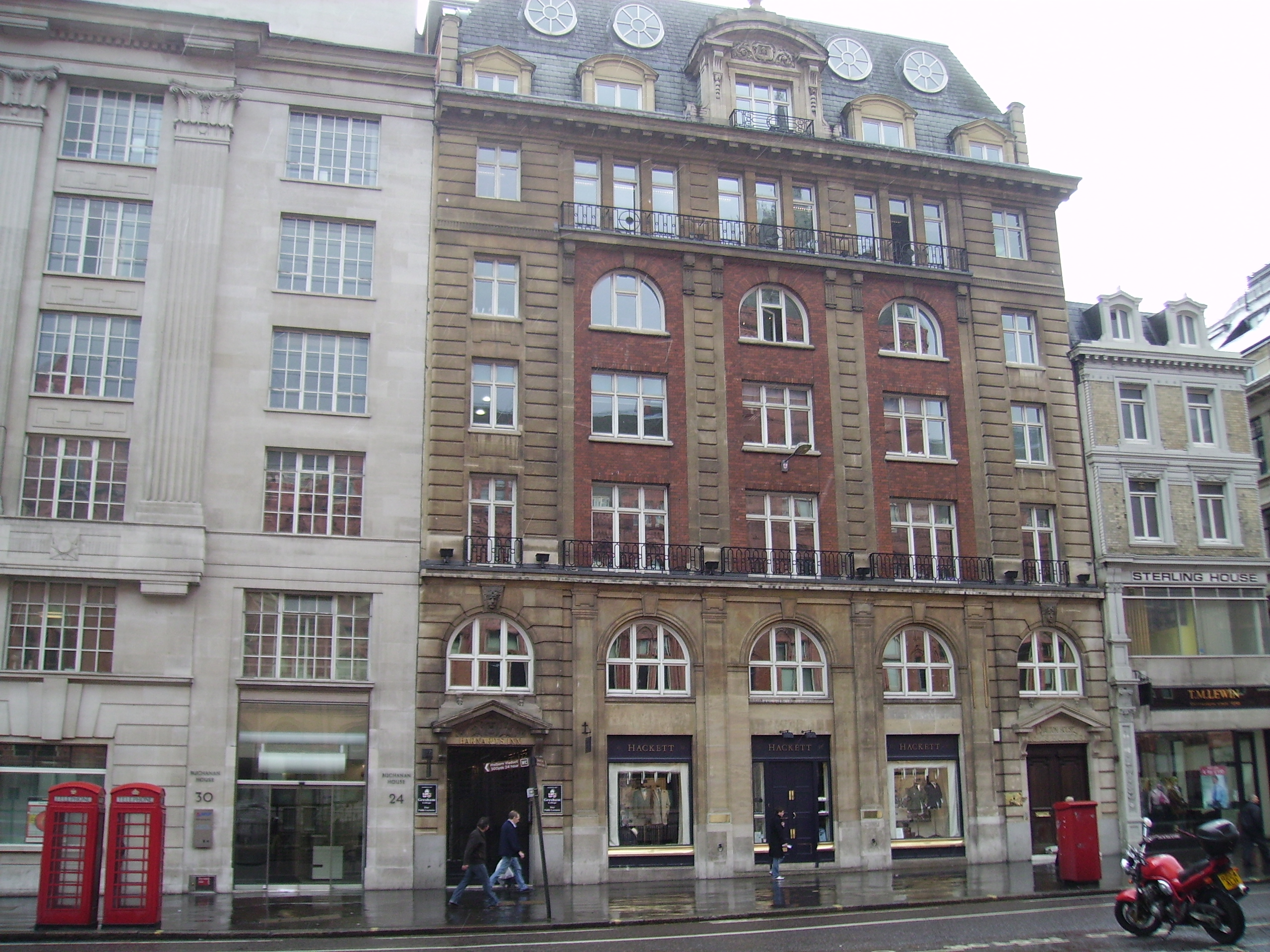
Barnard' Inn à Holborn, locaux de Gresham College depuis 1991

Gresham College est un établissement d'enseignement supérieur du quartier de Holborn dans le centre de Londres. Il n'inscrit pas d'étudiants et ne délivre aucun diplôme.
Gresham College délivre des conférences publiques et gratuites depuis sa fondation, conformément au testament de Sir Thomas Gresham en 1597, longtemps avant qu'une université ne vienne s'établir à Londres — si l'on excepte la simili-université des Inns of Court.

## Histoire
Gresham légua ses biens pour moitié à la Corporation des marchands de Londres et à la Guilde des Merciers (Mercers' Company), à charge pour elles d'agir à travers une institution nommée Joint Grand Gresham Committee présidée  par le Lord-maire de Londres. Le testament de Gresham disposait qu'un collège serait créé dans son manoir du quartier de Bishopsgate (à l'emplacement occupé aujourd'hui par la Tower 42, l'ancien immeuble de la National Westminster), et dota l'institution des revenus des commerces que Gresham avait implantés tout autour de la Bourse de Londres.
Le succès immédiat du collège le fit incorporer à la Royal Society en 1663, laquelle s'installa dans ses locaux de Bishopsgate avant de rejoindre son siège définitif à Crane Court en 1710. Le Gresham College demeura dans l'Hôtel Gresham de Bishopsgate jusqu'en 1768, puis déménagea à différents endroits de la capitale jusqu'à la construction, en 1842, de ses locaux actuels dans Gresham Street (district postal EC2). Malgré une collaboration étroite entre le Gresham College et l'Université de Londres (créée au XIXe siècle) poursuivie pendant plusieurs décennies, les deux institutions n'ont finalement pas fusionné. Depuis 1991, le Gresham College est installé à Barnard's Inn Hall (Holborn EC1).

## Professeurs
Les sept chaires primitives du Gresham College, à savoir théologie, musique, astronomie, géométrie, physique (c'est-à-dire de médecine), droit et rhétorique étaient le reflet du cursus universitaire médiéval (trivium et quadrivium); mais en tant que tribune pour les idées nouvelles et les conférences publiques, le collège a joué un rôle de premier plan dans la création de la Royal Society ainsi que dans la propagation des idées des Lumières. Parmi ses illustres professeurs, on trouve l'architecte Christopher Wren, qui donna des conférences d'astronomie au XVIIe siècle, l'inventeur des logarithmes décimaux Henry Briggs et le physicien Robert Hooke.
Les professeurs touchaient des appointements de £50 par an, et la teneur de leurs cours était fortement encadrée, comme l'indique l'extrait du règlement ci-après :
Le géomètre enseignera selon les dispositions suivantes : d'avril à juin (Trinity term) l'arithmétique, d'octobre à décembre (Michaelmas and Hilary term) la géométrie théorique, et de janvier à avril (Easter term) la géométrie pratique. Le lecteur d'astronomie exposera dans ses conférences publiques, d'abord les principes de la sphère, et la théorique des planètes, l'emploi de l'astrolabe, du bâton du Jacob, et d'autres instruments pour l'instruction des marins.
De nos jours, les professeurs conservent leur titre pour une durée de trois ans, et une huitième chaire, celle d'économie, a été adjointe aux sept premières en 1985. Depuis 2000, le collège invite régulièrement des professeurs extérieurs à l'institution pour exposer leurs propres recherches ; il abrite de temps en temps des séminaires de recherche et des conférences.

### Professeurs célèbres
- William Empson, poète et critique littéraire.

## Voir également
- Thomas Gresham
- Laurent Rooke